# Академік Кніпович (судно)
«Академік Кніпович» — науково-промислове судно проєкту 399, збудоване на Чорноморському суднобудівному заводі у 1964 році і назване на честь Миколи Кніповича.

## Історія
Судно проєктувалося в центральному конструкторському бюро «Ізумруд» в Херсоні на базі великого морозильного рибальського траулера типу «Маяковський». У період з 1964 по 1971 рік було побудовано шість суден проекту 399. Вони були першими вітчизняними науково-дослідними суднами, побудованими в промисловому варіанті за спеціальним проєктом. «Академік Кніповіч» став головним судном серії, побудованим у 1963—1964 роки на Чорноморському суднобудівному заводі в Миколаєві. Решта суден серії (проєкти 399 і 399Б) були побудовані в 1966—1973 роках на Херсонському суднобудівному заводі.
Призначенням суден цього типу було проведення комплексних рибогосподарських досліджень у сфері пошуку риби, гідроакустики, океанології, гідрології, гідробіології, іхтіології та технології обробки уловів. Для цих цілей на судні були розміщені 12 лабораторій загальною площею 110 м2 для проведення наукових робіт, станція легководолазів із рекомпресійною камерою, підводна населена спостережна камера, а також 4 океанографічні лебідки.
Портом приписки судна став Калінінград. З 1964 по 1990 рік здійснив 25 шестимісячних рейсів у всі промислові райони світового океану. У 1964—1965 роках на ньому під керівництвом Ю. Ю. Марті було проведено першу у вітчизняній історії антарктичну науково-промислову експедицію. На підставі даних, отриманих під час експедицій у водах Антарктики було відкрито нові види і пологи риб, зроблено фундаментальні океанологічні, екологічні та біогеографічні висновки, які стали основою для принципово нового підходу до вивчення та практичного освоєння ресурсів вод в антарктичних широтах і деяких інших районах океану.
31 серпня 1993 року був списаний і у 1994 році розділений на метал в місті Аланг, Індія.

## Технічні характеристики
- Валова місткість: 3165 / 2299 реєстрових тон;
- Дедвейт: 1496 / 1520 тон.